# Брюггер, Кристиан Георг
Кристиан Георг Брюггер (нем. Christian Georg Brügger; 1833—1899) — швейцарский биолог и географ.

## Биография
Кристиан Георг Брюггер родился 11 марта 1833 года в коммуне Курвальден кантона Граубюнден. Учился в школах в Бриге, Куре и Санкт-Галлене, затем поступил в Мюнхенский университет. Посещал лекции Отто Зендтнера по ботанике, затем перешёл в Инсбрукский университет.
В 1859 году Брюггер был назначен куратором ботанического музея при Цюрихской политехнической высшей школе, работал там до 1870 года, когда занял место профессора естественной истории и географии в Кантонской школе Кура. До своей смерти Брюггер был директором естественнонаучных коллекций Рецийского музея в Куре.
Кристиан Георг Брюггер скончался в Куре 16 октября 1899 года.
Гербарий К. Г. Брюггера разделён между Королевскими ботаническими садами Кью (K) и Лейденским университетом (L).

## Некоторые научные публикации
- Brügger, C.G. Zur Flora Tirols. — Innsbruck, 1860. — 146 p.
- Brügger, C.G. Naturgeschichtliche Beiträge zur Kenntnis der Umgebungen von Chur. — Chur, 1874. — 161 p.
- Brügger, C.G. Baobachtungen über wildwachsende Pflanzenbastarde (неопр.) // Jahresber. naturf. Ges. Graubündens ser. 2.. — 1880. — Т. 23/24. — С. 47—123.
- Brügger, C.G. Pflanzenbastarde der Schweizer-Flora (неопр.) // Jahresber. naturf. Ges. Graubündens ser. 2.. — 1882. — Т. 25. — С. 55—112.
- Brügger, C.G. Mittheilungen über Bündner- und Nachbar-Floren (неопр.) // Jahresber. naturf. Ges. Graubündens ser. 2.. — 1886. — Т. 29. — С. 46—178.

## Виды растений, названные в честь К. Г. Брюггера
- Androsace ×brueggeri Jäggi, 1879
- Carex ×brueggeri K.Richt., 1890
- Cerastium ×brueggerianum Dalla Torre & Sarnth., 1909
- Cirsium ×brueggeri Killias, 1880
- Juncus ×brueggeri Domin, 1936
- Phleum ×brueggeri K.Richt., 1889
- Primula brueggeri Derganc, 1904
- Rosa ×brueggeri Killias, 1888